# アレグザンダー・ケイ
アレグザンダー・ケイ（Alexander Hill Key、1904年9月21日 - 1979年7月25日）は、アメリカ合衆国の作家。SFを基調とした児童文学を残したことで知られる。
“Escape to Witch Mountain”はディズニー映画『星の国から来た仲間』『ウィッチマウンテン/地図から消された山』の原作、「残された人びと」“The Incredible Tide”は日本のアニメ『未来少年コナン』の原作となった。

## 略歴
1904年、メリーランド州生まれ。幼少から絵に親しみ、1921年にイリノイ州シカゴの美術学校に入学。1923年に卒業後は児童書の挿絵画家として活動を開始する。第二次世界大戦時には海軍情報部に勤務、この時に触れたロボット類がその後の著作に影響を与える。大戦後は元の挿絵画家の活動に戻った。
大戦後自ら児童文学を書くことを望んでいたケイは、1963年に『わんぱくロボット』（Sprockets: A Little Robot）を発表、評判となり、その後も“Rivets and Sprockets”（リベットとスプロケット、1964年）、“Bolts: a Robot Dog”（ロボット犬ボルト、1966年）を発表。一方でより年長者をも対象とした作品も執筆し、特に1965年発表の“The Forgotten Door”（わすれられた扉）はルイス・キャロル賞を受賞、大学の英語教科書にも使われ、また1969年発表の“The Golden Enemy”（金の敵）はジュニア文学ギルドに選ばれるなどし、ケイは児童文学作家としての名声を確立することになった。
1979年7月25日、死去。74歳没。

## 作品リスト
- The Red Eagle: A Tale for Young Aviators (1930)
- Liberty or Death (1936)
- With Daniel Boone on the Caroliny Trail (1941)
- The Wrath and the Wind (1949)
- Island light (1950)
- Sprockets: a Little Robot (1963)
  - 『わんぱくロボット』中尾明訳、司修絵、偕成社〈世界のこどもエスエフ 4〉、1969年
- Rivets and Sprockets (1964)
- The Forgotten Door (1965)
- Bolts: a Robot Dog (1966)
- Mystery of the Sassafras Chair (1968)
- Escape to Witch Mountain (1968)
- The Golden Enemy (1969)
- The Incredible Tide (1970)
  - 『残された人びと』内田庶訳、小坂しげる画、岩崎書店〈ジュニア・ベスト・ノベルズ〉、1974年（2001年に復刻版、2012年に新装版が刊行された）
  - 『未来少年コナン』内田庶訳、角川文庫、1978年（NHKアニメ「未来少年コナン」放送時に改題して刊行された）
- Flight to the Lonesome Place (1971)
- The Strange White Doves (1972)
- The Preposterous Adventures of Swimmer (1973)
- The Magic Meadow (1975)
- Jagger, the Dog from Elsewhere (1976)
- The Sword of Aradel (1977)
- The Case of the Vanishing Boy (1979)

## 映像化された作品
1968年の“Escape to Witch Mountain”は、以下の原作となった。
- 映画『星の国から来た仲間』（Escape to Witch Mountain、1975年、ディズニー）
- 映画『続・星の国から来た仲間（トニーVSティア/マジカルパワー大激突）』（Return from Witch Mountain、1978年、ディズニー）
- テレビ「Beyond Witch Mountain」（1982年）
- テレビ「Escape to Witch Mountain」（1995年）
- 映画『ウィッチマウンテン/地図から消された山』（Race to Witch Mountain、2009年、ディズニー）

1970年の『残された人びと』（The Incredible Tide=恐るべき津波）は、宮崎駿演出のTVアニメーション『未来少年コナン』（NHK、1978年4月～10月）の原作となった（ただし大幅に改変・脚色されている）。